# Summer North American Tour
Summer North American Tour bylo koncertní turné americké blues rockové skupiny ZZ Top, konané od 22. června do 11. listopadu roku 2004. Při turné skupina propagovala album Mescalero z předchozího roku. Skupina při tomto turné odehrála celkem 49 koncertů.

## Koncerty
| Datum             | Město                     | Stát                   | Místo                             |
| Část 1            | Část 1                    | Část 1                 | Část 1                            |
| ----------------- | ------------------------- | ---------------------- | --------------------------------- |
| 25. června 2004   | Wichita Falls, Texas      | Spojené státy americké | Kay Yeager Coliseum               |
| 26. června 2004   | Beaumont, Texas           | Spojené státy americké | Ford Park                         |
| 28. června 2004   | Hidalgo, Texas            | Spojené státy americké | Dodge Arena                       |
| 1. července 2004  | Mt. Pleasant, Michigan    | Spojené státy americké | Soaring Eagle Casino              |
| 3. července 2004  | Muskegon, Michigan        | Spojené státy americké | Heritage Landing                  |
| 4. července 2004  | Tinley Park, Illinois     | Spojené státy americké | Tweeter Center                    |
| 5. července 2004  | Lansing, Michigan         | Spojené státy americké | Common Ground Music Festival      |
| 8. července 2004  | Kelowna                   | Kanada                 | Rock the Bluff                    |
| 10. července 2004 | Craven, Saskatchewan      | Kanada                 | Rock'N the Valley Festival        |
| 11. července 2004 | Camrose, Alberta          | Kanada                 | Stage 13                          |
| 14. července 2004 | Walker, Minnesota         | Spojené státy americké | Moondance Jam                     |
| 16. července 2004 | Sarnia, Ontario           | Kanada                 | Sarnia Bayfest                    |
| 17. července 2004 | Morristown, Ohio          | Spojené státy americké | Jamboree in the Hills             |
| 23. července 2004 | Minot, Severní Dakota     | Spojené státy americké | North Dakota State Fair           |
| 24. července 2004 | Cheyenne, Wyoming         | Spojené státy americké | Cheyenne Frontier Days            |
| 25. července 2004 | Winter Park, Colorado     | Spojené státy americké | Winter Park Resort                |
| 28. července 2004 | Pala, Kalifornie          | Spojené státy americké | Pala Starlight Theater            |
| 30. července 2004 | Kelseyville, Kalifornie   | Spojené státy americké | Konocti Harbor                    |
| 31. července 2004 | Paso Robles, Kalifornie   | Spojené státy americké | California Mid-State Fair         |
| 1. srpna 2004     | Costa Mesa, Kalifornie    | Spojené státy americké | Orange County Fair                |
| 3. srpna 2004     | Kennewick, Washington     | Spojené státy americké | Tri-Cities Coliseum               |
| 5. srpna 2004     | Deer Island, Oregon       | Spojené státy americké | Columbia Meadows                  |
| 6. srpna 2004     | Spokane, Washington       | Spojené státy americké | Riverfront Park                   |
| 7. srpna 2004     | Great Falls, Montana      | Spojené státy americké | Four Seasons Arena                |
| 6. srpna 2004     | Sturgis, Jižní Dakota     | Spojené státy americké | Buffalo Chip Campground           |
| 10. srpna 2004    | Sioux Falls, Jižní Dakota | Spojené státy americké | Sioux Empire Fair                 |
| 11. srpna 2004    | Hayward, Wisconsin        | Spojené státy americké | LCO Casino                        |
| 13. srpna 2004    | Sedalia, Missouri         | Spojené státy americké | Missouri State Fair               |
| 14. srpna 2004    | Oklahoma City, Oklahoma   | Spojené státy americké | Zoo Amphitheater                  |
| 16. srpna 2004    | Atlanta                   | Spojené státy americké | Chastain Park                     |
| 20. srpna 2004    | Louisville, Kentucky      | Spojené státy americké | Freedom Hall                      |
| 21. srpna 2004    | Lima, Ohio                | Spojené státy americké | Allen County Fair                 |
| 24. srpna 2004    | Pueblo, Colorado          | Spojené státy americké | Colorado State Fair Events Center |
| 26. srpna 2004    | Green Bay, Wisconsin      | Spojené státy americké | Oneida Casino                     |
| 27. srpna 2004    | Falcon Heights, Minnesota | Spojené státy americké | Minnesota State Fair              |
| Část 2            |                           |                        |                                   |
| 1. září 2004      | Syracuse, New York        | Spojené státy americké | New York State Fair               |
| 2. září 2004      | Allentown, Pennsylvania   | Spojené státy americké | Great Allentown Fair              |
| 3. září 2004      | Essex Junction, Vermont   | Spojené státy americké | Champlain Valley Fair             |
| 5. září 2004      | North East, Pennsylvania  | Spojené státy americké | Lake Erie Speedway                |
| 10. září 2004     | Blackfoot, Idaho          | Spojené státy americké | Eastern Idaho State Fair          |
| 11. září 2004     | Grand Junction, Colorado  | Spojené státy americké | Country Jam USA                   |
| 12. září 2004     | Albuquerque, Nové Mexiko  | Spojené státy americké | Sandia Casino                     |
| 16. září 2004     | Puyallup, Washington      | Spojené státy americké | Puyallup Fair                     |
| 17. září 2004     | Bend, Oregon              | Spojené státy americké | Les Schwab Amphitheater           |
| 18. září 2004     | Las Vegas, Nevada         | Spojené státy americké | Las Vegas Hilton                  |
| 20. září 2004     | Laughlin, Nevada          | Spojené státy americké | Flamingo Hilton                   |
| 23. září 2004     | Alpine, Kalifornie        | Spojené státy americké | Viejas                            |
| 24. září 2004     | Las Vegas, Nevada         | Spojené státy americké | Las Vegas Hilton                  |
| 25. září 2004     | Las Vegas, Nevada         | Spojené státy americké | Las Vegas Hilton                  |

## Sestava
- Billy Gibbons – kytara, zpěv
- Dusty Hill – baskytara, zpěv
- Frank Beard – bicí, perkuse